# Vibroplex
Vibroplex ist ein US-amerikanischer Hersteller von Morsetasten.

## Geschichte

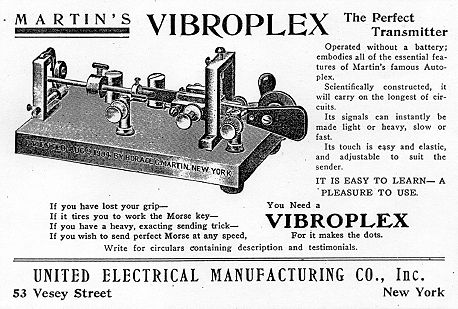
Anzeige, 1906

Nachdem Horace Greeley Martin 1904 das Patent 767303 für seine halbautomatische Morsetaste erhalten hatte, produzierte er diese ab 1905. Sie erhielt später den Spitznamen Bug (deutsch Käfer), im deutschen Sprachraum auch als „Schlackertaste“ bezeichnet. Im Jahr 1915 gründete Martin zusammen mit dem Schreibmaschinenfabrikanten James Eugene Albright in New York das Unternehmen Vibroplex.

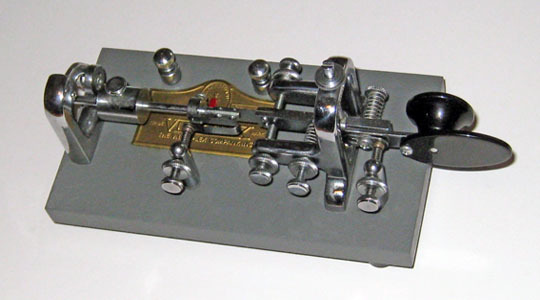
Eine Vibroplex-Morsetaste Bug, produziert 1986

Vibroplex hat seit 2009 seinen Sitz in Knoxville (Tennessee) und produziert seit dem Ende der Telegrafie im Seefunk in den 1990er Jahren Morsetasten vorwiegend für Funkamateure.

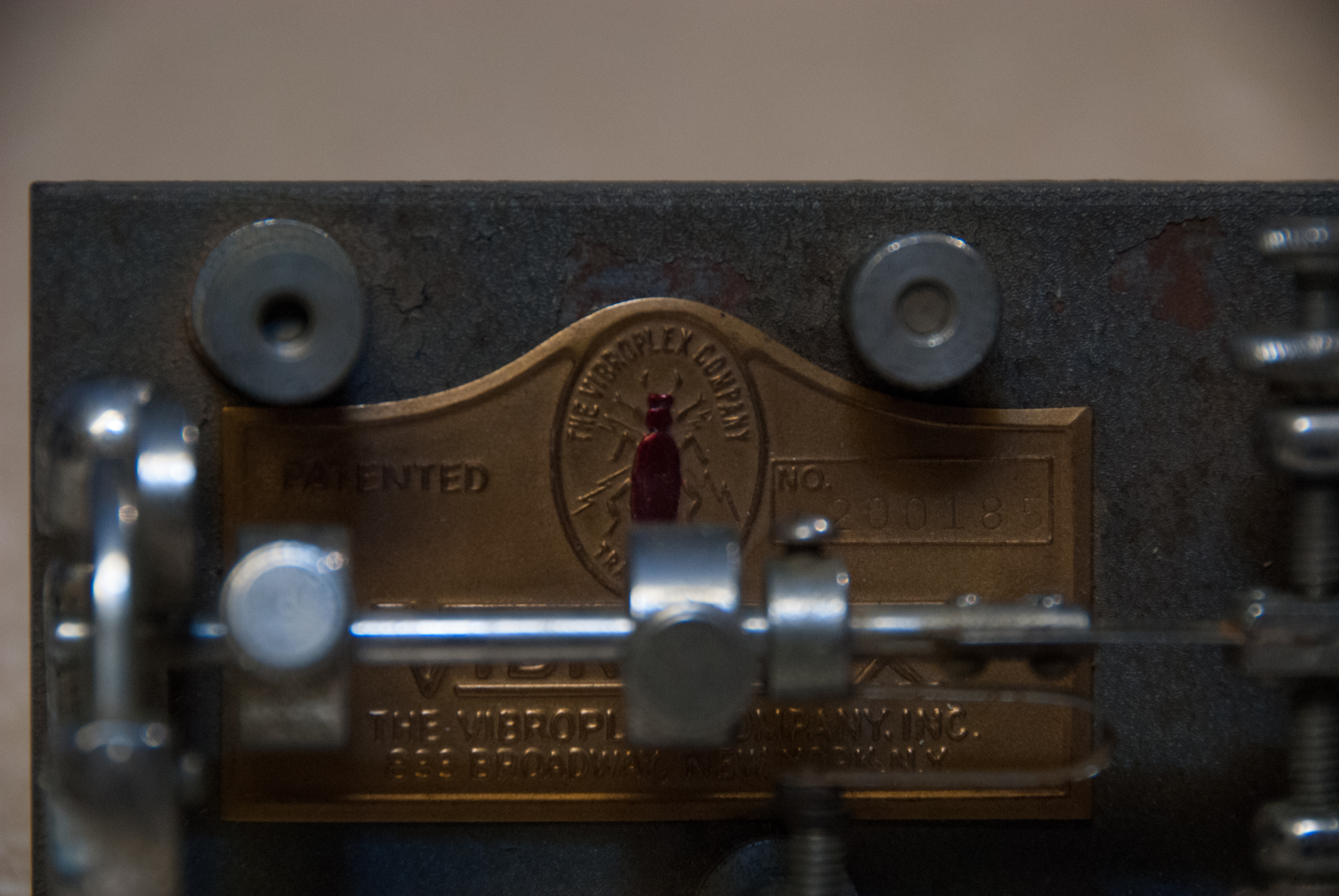
Der „Käfer“ wurde zum Markenzeichen